# Jan Haluza
Jan Haluza (12. července 1914 Šternov (nyní část Újezdu u Brna) – 25. srpna 2011 Zlín) byl československý atlet, běžec a trenér Emila Zátopka. V padesátých letech se stal obětí komunistické perzekuce, byl vězněn a mučen a později po propuštění mu bylo znemožněno vykonávat právnické povolání. Šlo o nositele řádu Řádu Tomáše Garrigua Masaryka.

## Studium a atletická kariéra

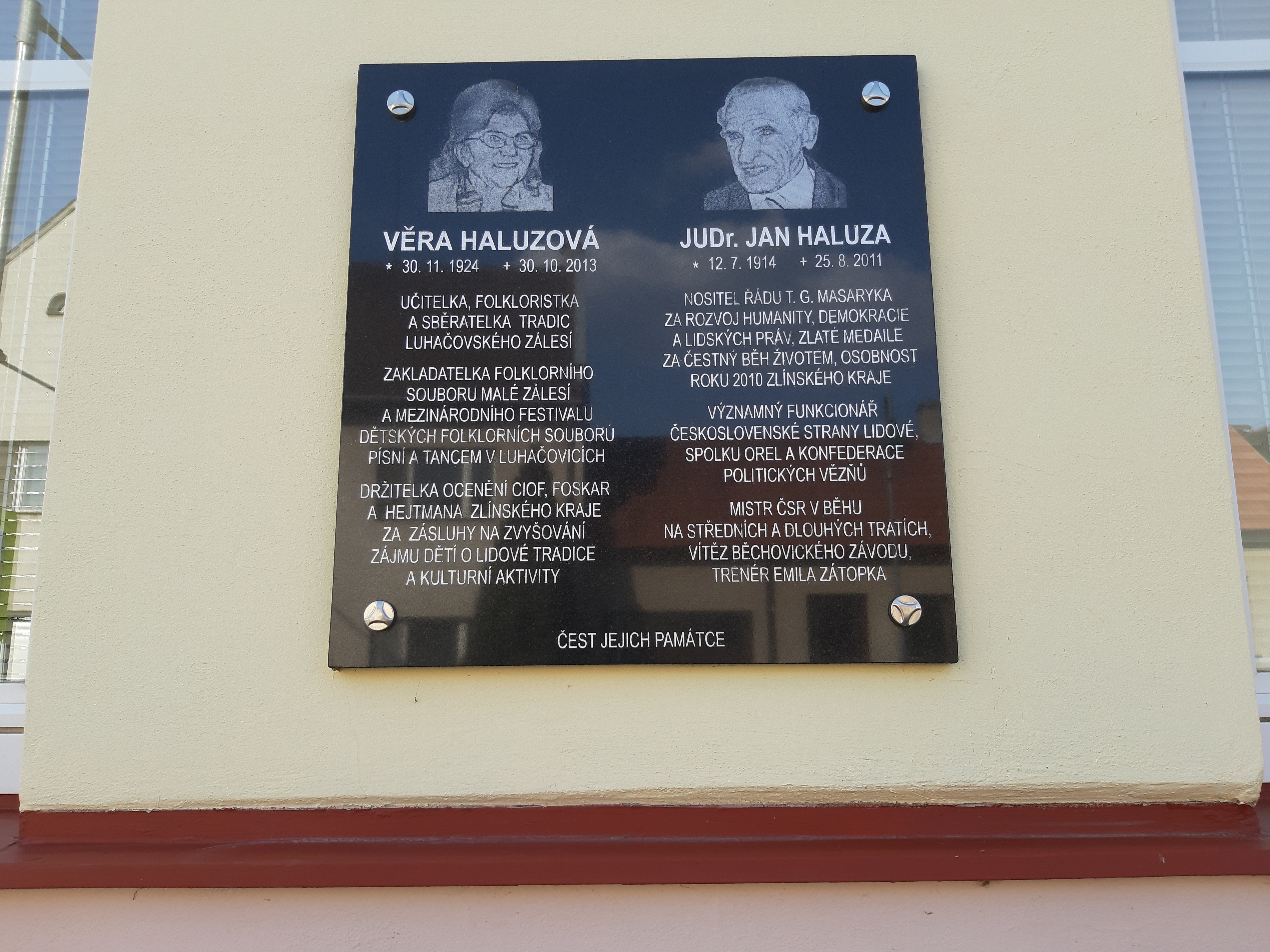
Památeční deska na budově ZŠ Pozlovice

Se sportem začínal v rodné obci, za studií práv v Brně byl závodníkem oddílu VS Brno. Reprezentoval klub na středních a delších tratích a v bězích mimo dráhu. Před druhou světovou válkou se stal mistrem republiky v krosu a reprezentoval ČSR na Katolických olympiádách ve Vídni a Lublani. V letech 1940 až 1942 pracoval jako učitel tělocviku a němčiny na Arcibiskupském gymnáziu v Praze. Když však bylo toto po atentátu na říšského protektora Reinharda Heydricha uzavřeno, dostal se v roce 1942 do Zlína začal závodit za místní klub SK Baťa. Ve Zlíně se setkal s výbornými atlety té doby – Tomášem Šalé a zejména začínajícím Emilem Zátopkem. Tomu se stal prvním rádcem a na dva roky trenérem. Spolu objížděli republikové závody a překonali několik českých rekordů ve štafetových bězích. Sám Jan Haluza zvítězil vícekrát na domácím šampionátu v krosu, lesním běhu a v běhu na 1500 metrů. Dvakrát – v letech 1943 a 1944 také zvítězil ve známém běhu Běchovice–Praha. Po ukončení aktivní kariéry působil dále jako atletický činovník.

## Politická činnost a období komunistické diktatury
Po druhé světové válce se zapojil do politického života. Stal se členem Československé strany lidové a předsedou Krajského výboru lidové mládeže Zlínska. V ústředí strany se stýkal s Janem Šrámkem či Františkem Hálou. Po komunistickém převratu v roce 1948 mu komunistická strana nabídla členství ve svých řadách, které však odmítl. Byl ve Zlíně zatčen a obviněn z hospodářské špionáže. Později jej komunisté obvinili také z členství ve skupině Milady Horákové. Byl podroben mučení ve známé věznici v Uherském Hradišti, mimo jiné jej mučili elektrickým proudem. Hrozil mu trest smrti, nakonec byl odsouzen k šesti letům žaláře. Prošel mnoha komunistickými lágry (např. Rovnost, Svornost, Mariánská, Eliáš nebo Nikolaj). V uranových dolech v Jáchymově byl opět obviněn ze špionáže a vyslýchán. Tam se také nakazil tyfem[nepřesný odkaz]. V roce 1954 byl propuštěn na svobodu, nadále jej však sledovala Státní bezpečnost a nemohl vykonávat svou profesi. Zaměstnán byl jako dělník a tři roky jako horník v ostravských dolech. Teprve v polovině šedesátých let mohl začít vykonávat alespoň okrajově právnické povolání. V roce 1968 se nakrátko vrátil do veřejného života prostřednictvím organizace politických vězňů Klub 231. Tato byla však po srpnové invazi rozpuštěna. V době normalizace se stal opět nepohodlným.

## Ocenění

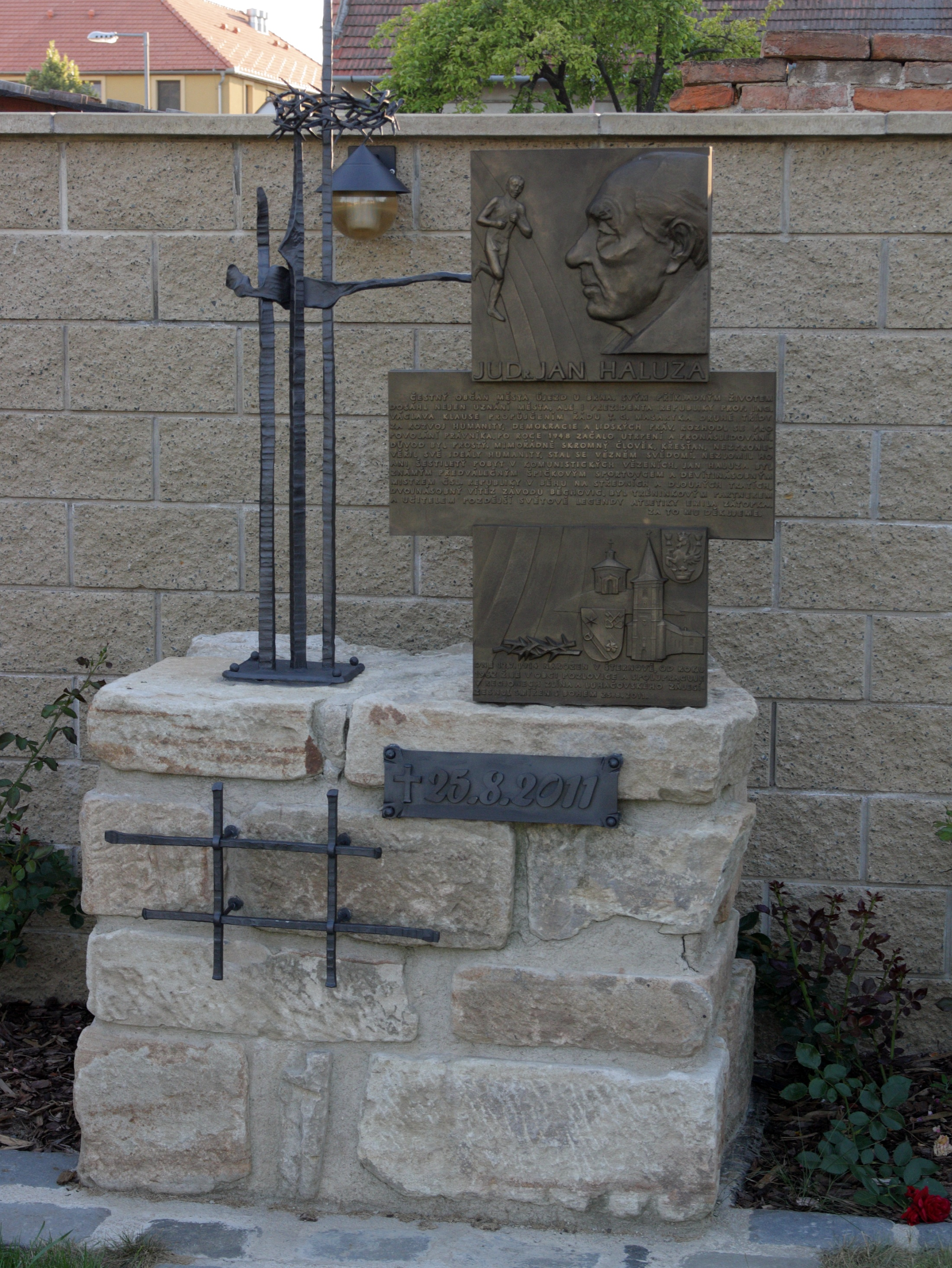
Pomník Janu Haluzovi v Újezdu u Brna

Teprve po roce 1989 se mu dostalo satisfakce. Setkal se opět s Emilem Zátopkem, který při této příležitosti prohlásil: „Kdyby nebylo Haluzy, nebylo by ani Zátopka.“ Přispěl k obnovení činnosti Orla a byl členem Konfederace politických vězňů České republiky. Jeho příběh se dostal do médií a byl literárně zpracován v knize Oldřicha Koudelky Trénoval jsem Emila. Zde odkrývá své životní krédo: „Věřím v lepší budoucnost člověka a také v to, že je důležitější dlouhodobé zhodnocení našich činů než okamžitý zisk. Kdo má čistý štít, nemusí se ničeho bát. Nelituji nejcennějších let mého života, protože jsem bojoval a zvítězil. Vyhrál jsem ten nejdůležitější závod.“ Stal se vzorem mimořádné lidskosti, vůle, statečnosti a morální síly. Za své aktivity obdržel několik vyznamenání, na předním místě převzal 28. října 2010 z rukou prezidenta republiky Řád Tomáše Garrigua Masaryka II. třídy. Dalšími oceněními byly např. Zlatá medaile za čestný běh životem, titul Osobnost roku 2010 Zlínského kraje a další.

## Osobní život
V roce 1946 se oženil s Věrou Andrýskovou. Ta byla po jeho zatčení rovněž vězněna a vyslýchána a i když byla po několika měsících propuštěna na svobodu, dlouhé roky trpěla spolu s manželem komunistickou perzekucí. Manželé Haluzovi neměli děti. Věra Haluzová zasvětila svůj život folkloristice a on sám ji v těchto aktivitách podporoval.